# Стивън Уорнък
Стивън Дейвид Уорнък (на английски: Stephen David Warnock) е английски футболист, роден на 12 декември 1981 г. в Ормскърк. Играе на поста ляв бек в отбора на Астън Вила. Той е част от състава на Англия на СП 2010, без записан мач.

## Клубна кариера
Юношата на Ливърпул Уорнък има договор с мъжкия отбор от 1998 г., но дебютът му е едва през 2004 г. Преди това играе пос наем в Брадфорд Сити и Ковънтри Сити. По това време все още играе като полузащитник, но през сезон 2005/2006 по-често е използван в лявата зона на защитата. В началото на 2007 г. той преминава в отбора на Блекбърн Роувърс, като трансферната сума не е обявена, но се смята, че е около 2,5 милиона паунда. Там той се превръща в основен играч и въпреки че подписва нов договор до 2012 г., през лятото на 2009 г. преминава в Астън Вила, където също му се гласува доверие като титуляр.

## Национален отбор
За Англия Уорнък дебютира на 1 юни 2008 г. срещу Тринидад и Тобаго. Преди това полручава повиквателна за още две срещи (първата през 2005 г.), но не записва участие. Той е националът на Англия с най-малко изиграни минути - 8, като дели „призовото“ място с Джим Барет и Питър Уорд. Избран е сред 23-мата футболисти на Англия на СП 2010.

## Успехи
Ковънтри Сити
- Играч на сезона – награда на феновете
  - Носител: 2004
- Световно клубно първенство
  - Финалист: 2005

 Ливърпул
- Суперкупа на УЕФА
  - Носител: 2005
- Световно клубно първенство
  - Финалист: 2005

 Блекбърн Роувърс
- Играч на сезона
  - Носител: 2009

 Астън Вила
- Карлинг Къп
  - Финалист: 2010